# Jonathan Girard
Jonathan Girard (né le 27 mai 1980 à Joliette, Québec au Canada) est un joueur canadien de hockey sur glace.

## Carrière de joueur
Après une carrière junior où il est nommé plusieurs fois dans les équipes d'étoiles, Girard est repêché par les Bruins de Boston en 1998. Il passe ses premières saisons entre le club-école de Boston, les Bruins de Providence de la LAH, et le club de la LNH. Lors de la saison 2002-2003, il s'impose au sein des Bruins. 
Au cours de l'été 2003, il subit un accident de voiture qui lui occasionne des fractures au bassin, à la hanche et aux vertèbres et lui fait manquer les deux saisons suivantes. Il tente un retour lors de la saison 2005-2006, mais il ne joue qu'une partie avec les Bruins de Providence avant d'annoncer sa retraite définitive du hockey le 30 novembre 2005.

### Statistiques
| Saison     | Équipe                                  | Ligue          |     | Saison régulière | Saison régulière | Saison régulière | Saison régulière | Saison régulière |    | Séries éliminatoires | Séries éliminatoires | Séries éliminatoires | Séries éliminatoires | Séries éliminatoires |
| Saison     | Équipe                                  | Ligue          | PJ  | B                | A                | Pts              | Pun              | PJ               | B  | A                    | Pts                  | Pun                  |                      |                      |
| 1995-1996  | Régents de Laval-Laurentides-Lanaudière | QAAA           | 39  | 11               | 22               | 33               | 44               | 16               | 4  | 11                   | 15                   | 16                   |                      |                      |
| 1996-1997  | Titan Collège français de Laval         | LHJMQ          | 38  | 11               | 21               | 32               | 23               | -                | -  | -                    | -                    | -                    |                      |                      |
| 1997-1998  | Titan Collège français de Laval         | LHJMQ          | 64  | 20               | 47               | 67               | 44               | 16               | 2  | 16                   | 18                   | 13                   |                      |                      |
| 1998-1999  | Titan d'Acadie-Bathurst                 | LHJMQ          | 50  | 9                | 58               | 67               | 60               | 23               | 13 | 18                   | 31                   | 22                   |                      |                      |
| 1999       | Titan d'Acadie-Bathurst                 | Coupe Memorial | -   | -                | -                | -                | -                | 3                | 0  | 1                    | 1                    | 6                    |                      |                      |
| 1998-1999  | Bruins de Boston                        | LNH            | 3   | 0                | 0                | 0                | 0                | -                | -  | -                    | -                    | -                    |                      |                      |
| 1999-2000  | Wildcats de Moncton                     | LHJMQ          | 26  | 10               | 25               | 35               | 36               | 16               | 3  | 15                   | 18                   | 36                   |                      |                      |
| 1999-2000  | Bruins de Providence                    | LAH            | 5   | 0                | 1                | 1                | 0                | -                | -  | -                    | -                    | -                    |                      |                      |
| 1999-2000  | Bruins de Boston                        | LNH            | 23  | 1                | 2                | 3                | 2                | -                | -  | -                    | -                    | -                    |                      |                      |
| 2000-2001  | Bruins de Providence                    | LAH            | 39  | 3                | 21               | 24               | 6                | 17               | 0  | 5                    | 5                    | 4                    |                      |                      |
| 2000-2001  | Bruins de Boston                        | LNH            | 31  | 3                | 13               | 16               | 14               | -                | -  | -                    | -                    | -                    |                      |                      |
| 2001-2002  | Bruins de Providence                    | LAH            | 59  | 6                | 31               | 37               | 36               | 2                | 0  | 0                    | 0                    | 2                    |                      |                      |
| 2001-2002  | Bruins de Boston                        | LNH            | 20  | 0                | 3                | 3                | 9                | 1                | 0  | 0                    | 0                    | 2                    |                      |                      |
| 2002-2003  | Bruins de Boston                        | LNH            | 73  | 6                | 16               | 22               | 21               | 2                | 0  | 1                    | 1                    | 0                    |                      |                      |
| 2005-2006  | Bruins de Providence                    | LAH            | 1   | 0                | 0                | 0                | 0                | -                | -  | -                    | -                    | -                    |                      |                      |
| Totaux LNH | Totaux LNH                              | Totaux LNH     | 150 | 10               | 34               | 44               | 46               | 3                | 0  | 1                    | 1                    | 2                    |                      |                      |

### Équipes d'étoiles et Trophées
- 1997 : nommé dans l'équipe d'étoiles des recrues de la Ligue de hockey junior majeur du Québec.
- 1998 : nommé dans la 2e équipe d'étoile de la LHJMQ.
- 1999 et 2000 : nommé dans la 1re équipe d'étoile de la LHJMQ.
- saison 2001-2002 : invité au match des étoiles de la LAH